# Vasilij Maximovič Maximov
Vasilij Maximovič Maximov (rusky Василий Максимович Максимов; 17. lednajul./29. lednagreg. 1844, Lopina – 18. listopadujul./1. prosincegreg. 1911, Petrohrad) byl ruský realistický malíř, člen uměleckého sdružení peredvižniků.

## Život a dílo
Vasilij Maximovič Maximov, kterého nejvíce proslavily žánrové scény, se narodil 17. ledna (29. ledna podle starého kalendáře) ve vesnici Lopina nedaleko Petrohradu, v rodině rolníka. Již v mládí se u něho projevil výtvarný talent, a proto se v roce 1855 začal učit v dílně malíře ikon v Petrohradě.
V roce 1863 začal studovat na petrohradské Akademii výtvarných umění, o rok nato se stal členem uměleckého kroužku sdruženého kolem Pjotra Alexandroviče Krestonosceva. V tomto období namaloval svůj první obraz Nemocné dítě (1864), za který dostal zlatou medaili Akademie.
Ovlivněn zážitky z dětství toužil už od akademických dob ve svých obrazech zachycovat život v rodné zemi:
| „ | Chci od základů poznávat Rusko a bídné ruské vsi, které u nás nikdo nezná, nikdo nemá zdání o potřebách a zármutcích venkova. | “ |

V roce 1866 ukončil studium a přijal nabídku na práci domácího učitele kreslení ve vesnici Subina v Tverské gubernii na západě Ruska.
V létě téhož roku se vydal na poznávací cestu po kraji kolem řeky Volhy, ze které si přinesl množství poznatků o životě jednoduchých lidí a které naplno zužitkoval ve své pozdější tvorbě. Úplně se začal věnovat dílům s tematikou života prostého venkovského lidu; P. M. Treťjakovovi v jednom z listů napsal, že "... navždy přešel k venkovskému životu". Důkazem toho je lyrika prodchnuto dílo Babiččiny pohádky (1867), které téměř vzápětí po dohotovení a vystavení koupil Treťjakov pro svou galerii.
V roce 1875 namaloval epický obraz Příjezd kouzelníka na vesnickou svatbu, ve kterém nechal naplno vyniknout svůj výtvarný talent. Na obraze zaujme množství dokonale zachycených postav, z nichž každá je portrétem skutečné osoby.
Dojímavé scénu rozvinul na plátně Nemocný muž (1881). V tomto období Maximov vytvořil celou kolekci obrazů, věnovaných životu chudáků: Chudá večeře (1879), Aukce za nedoplatky (1880), Slepý hospodář (1884) a další. Častým výrazovým prostředkem Maximovových děl s vesnickou tematikou je zobrazení interiéru pokojů v jednoduchých dřevěných domcích.
Významný průlom v umělecké kariéře V. M. Maximova přinesl rok 1872, kdy se v listopadu téhož roku stal plnoprávným členem uměleckého sdružení peredvižnici.
Z rámce jemu vlastních námětů vybočuje obraz Vše v minulosti z roku 1889. Z díla s jednoduchým námětem dýchá nostalgie uplynulých dob. Šlechtic byl nucen přestěhovat se z honosného venkovského sídla do dřevěné chalupy a nyní na jejím zápraží v křesle vzpomíná na zašlé časy. Monotónně plynoucí čas symbolizuje postava sedící staré ženy, která si pletením svetru krátí nudný každodenní život. Obraz se setkal s mimořádně pozitivním ohlasem.
V. M. Maximov věnoval celé své dílo lidu; jeho ústředním motivem se stal ruský venkov a život rolníků jako ztělesnění nejlepších kvalit ruského národa. Poslední roky života se nesly ve znamení depresí a nemocí. Krátce před smrtí začal práci na obrazu Odpustková neděle, který však zůstal nedokončený.
Vasilij Maximovič Maximov zemřel 18. listopadu (1. prosince) 1911 ve věku šedesát sedm let. V historii ruského umění zaujal čestné místo jako znalec života prostého ruského člověka.

## Výběr z díla

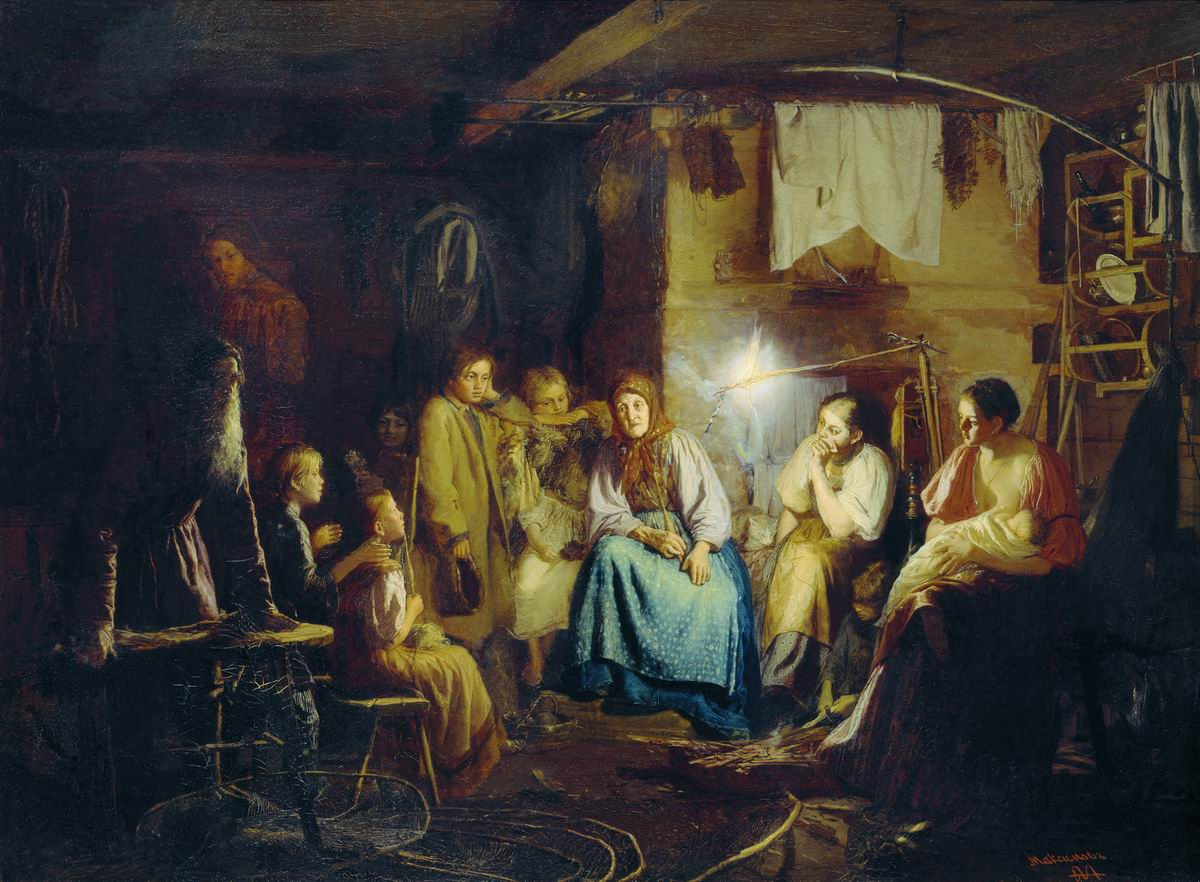
Babiččiny pohádky, 1867, olej na plátně, Treťjakovská galerie, Moskva
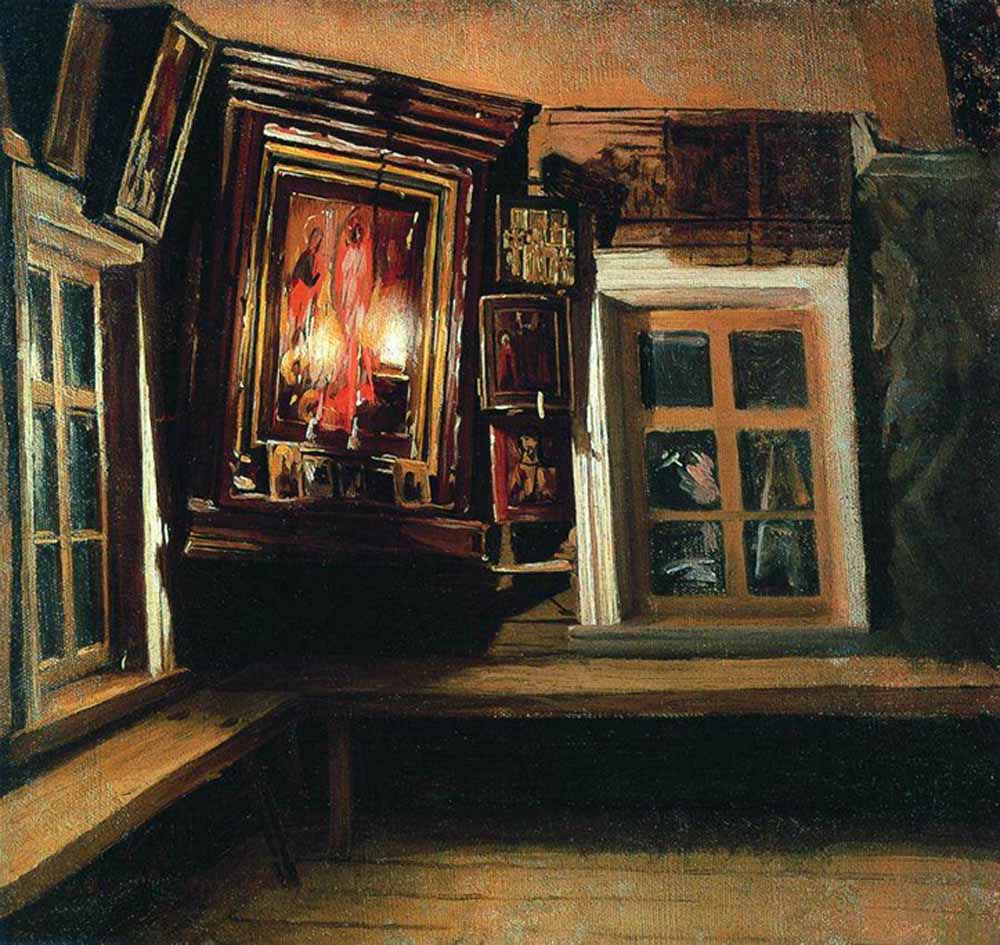
Krasnyj ugol, 1869, olej na plátně, Státní ruské muzeum, Petrohrad
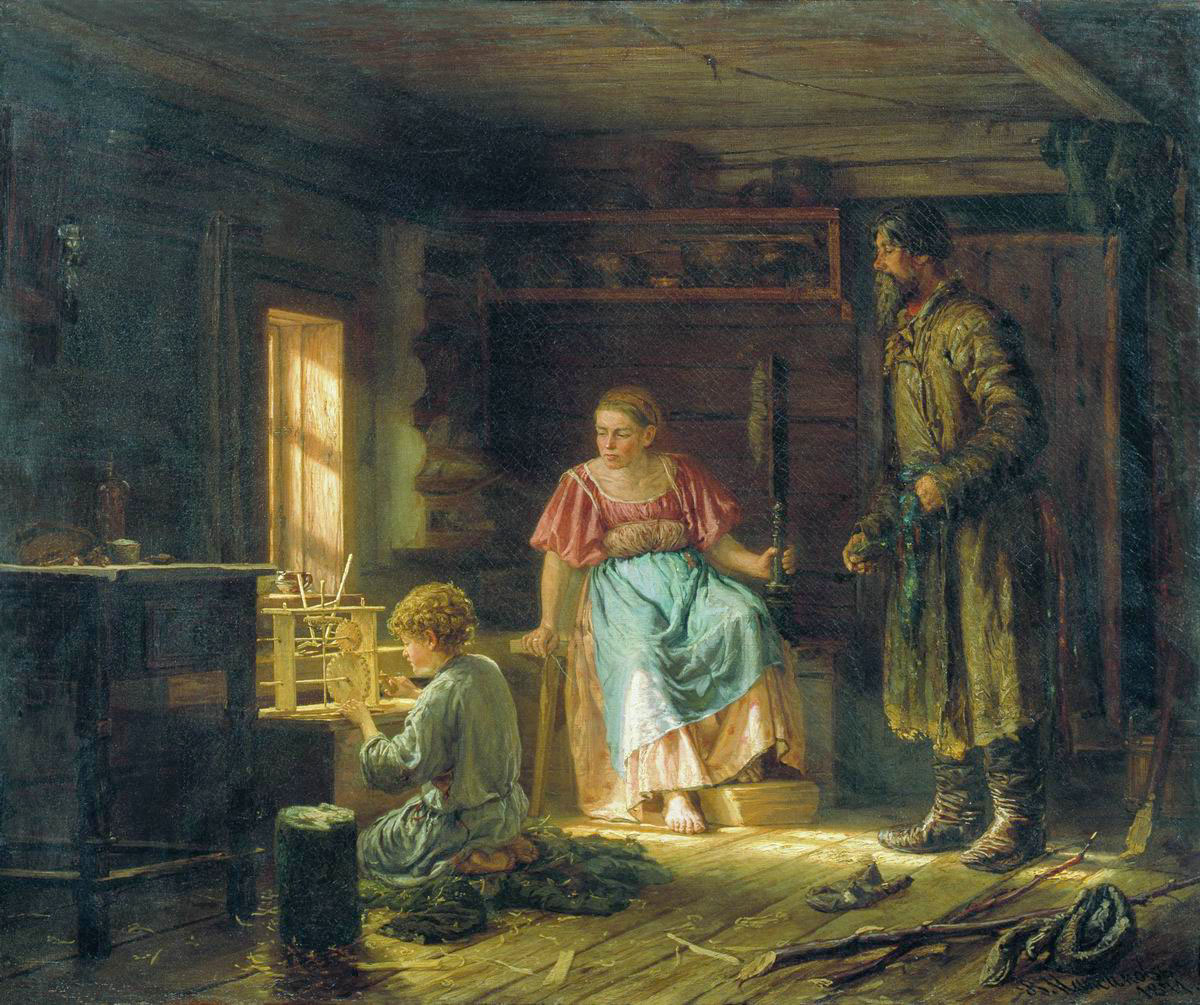
Chlapec - mechanik, 1871, olej na plátně, Běloruské národní umělecké muzeum, Minsk
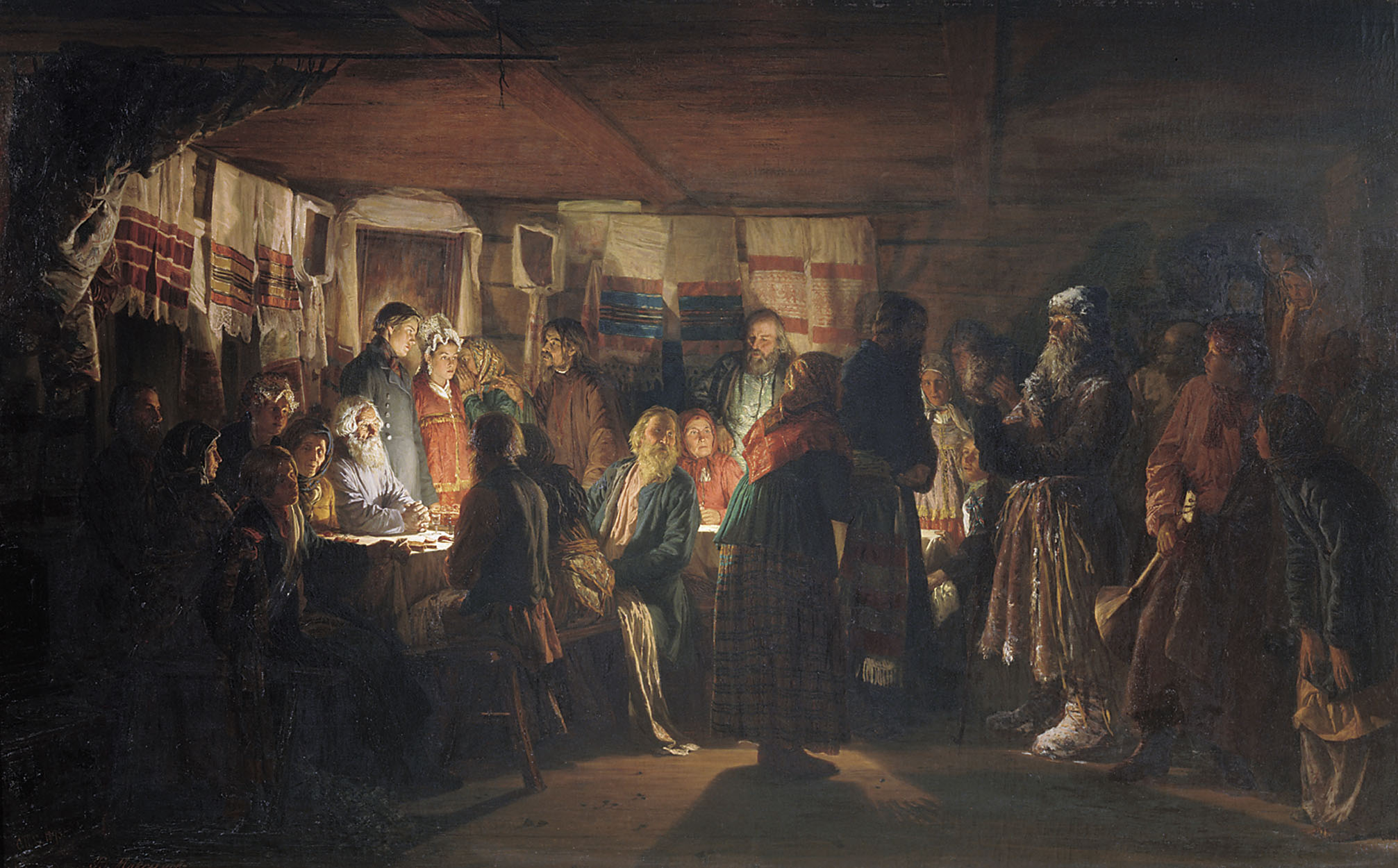
Příchod kouzelníka na vesnickou svatbu, 1875, olej na plátně, Treťjakovská galerie, Moskva
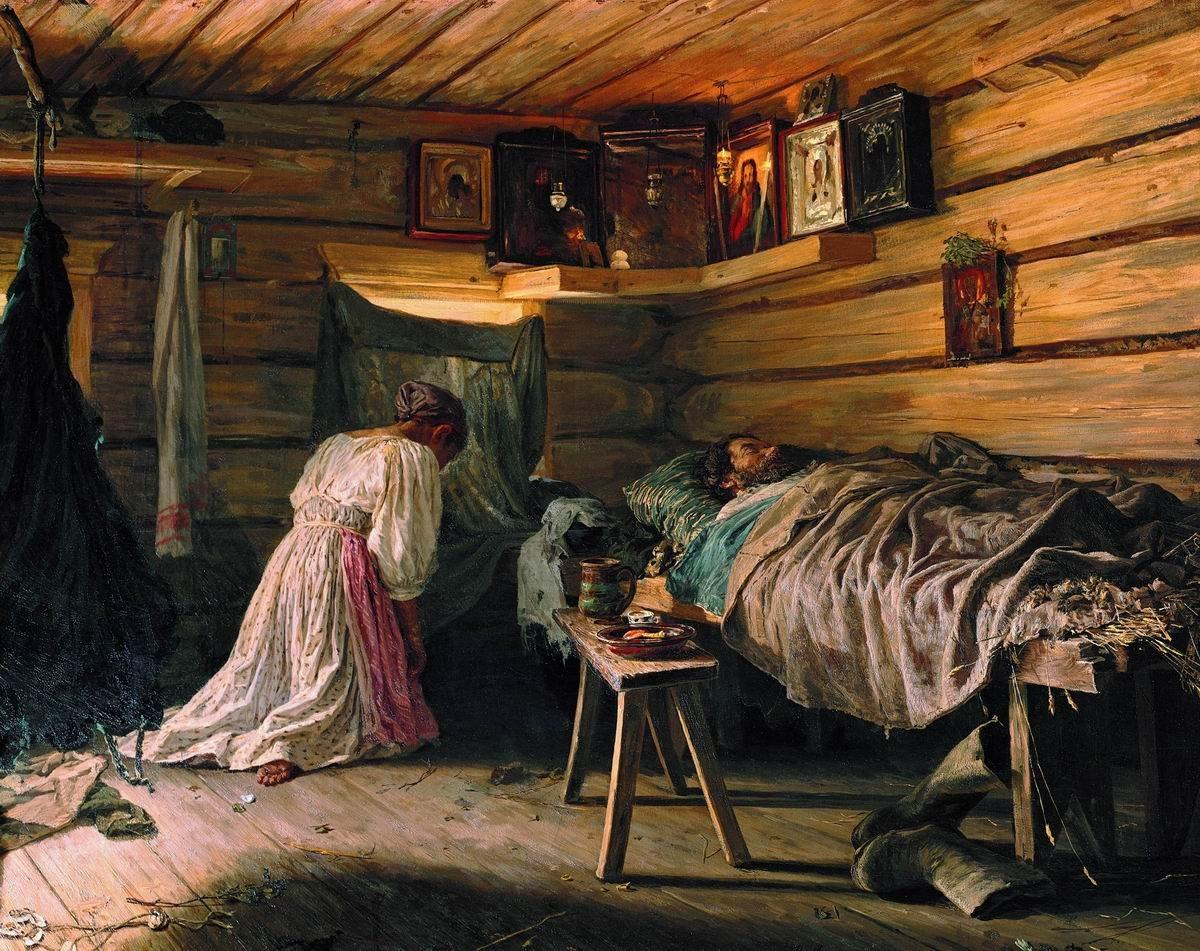
Nemocný muž, 1881, olej na plátně, Treťjakovská galerie, Moskva
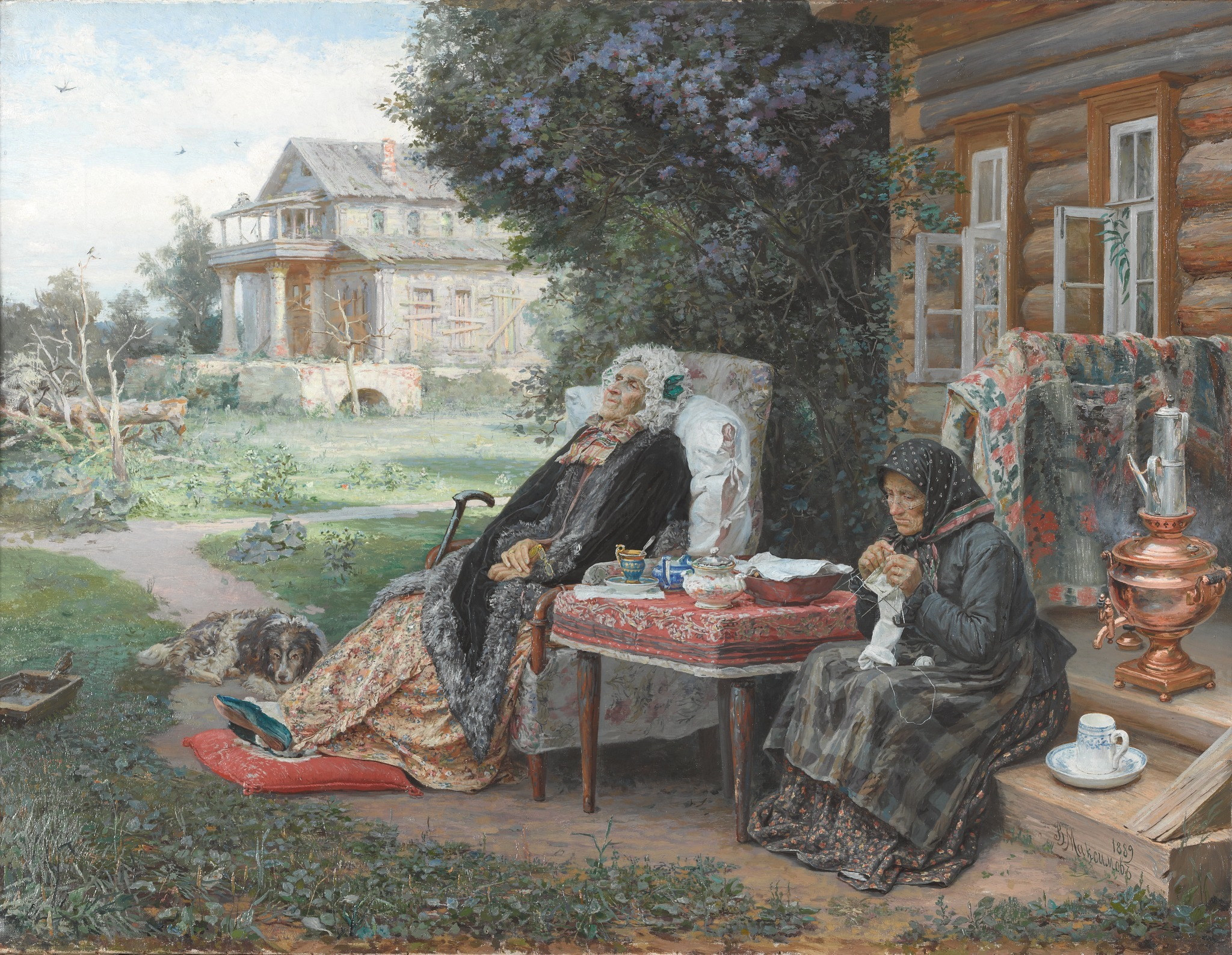
Všechno v minulosti, 1889, olej na plátně, Treťjakovská galerie, Moskva